# Symphonie no 2 de Nielsen
Les Quatre Tempéraments
Pour les articles homonymes, voir Symphonie no 2.
La Symphonie op. 16, « Les Quatre Tempéraments » est la seconde des 6 symphonies, écrite par Carl Nielsen entre 1901 et 1902 (soit près de sept ans après sa première symphonie).
Sa composition est contemporaine de celle de son premier opéra, Saül et David. Elle est inspirée par un tableau que le musicien a vu dans une taverne danoise. Les « tempéraments » sont à prendre dans le sens humeur et non musical, chaque mouvement étant une illustration de ces derniers : colère, indolence, mélancolie et caractère sanguin. Nielsen en explique lui-même sa conception dans une note écrite peu avant sa mort où il se défend contre l'idée d'une musique à programme et insiste sur le caractère ambivalent de chaque humeur : tendresse dans la colère ou irritation dans la mélancolie.
Son écriture est achevée le 22 novembre 1902, soit quelques jours avant sa création à Copenhague (le 1er décembre 1902) sous la direction du compositeur. L'œuvre est dédiée secondairement à Ferruccio Busoni qui a accepté de la défendre à Berlin.
Il existe une transcription de l'œuvre pour piano à quatre mains faite par son ami, Henryk Knudsen.
Elle comporte quatre mouvements et son exécution demande environ un peu plus d'une demi-heure.
1. Allegro collerico
2. Allegro comodo e flemmatico
3. Andante malincolico
4. Allegro sanguinoso.